# فاسيل ميتكوف
فاسيل ميتكوف (بالبلغارية: Васил Митков)‏ (مواليد 17 سبتمبر 1943) هو لاعب كرة قدم. يلعب مع منتخب بلغاريا لكرة القدم. سبق له أن لعب في كأس العالم لكرة القدم مع منتخب بلاده.

## روابط خارجية
- فاسيل ميتكوف على موقع الاتحاد الدولي (مؤرشف)  (الإنجليزية)
- فاسيل ميتكوف على موقع الاتحاد الأوربي (الإنجليزية)
- فاسيل ميتكوف على موقع قاعدة بيانات كرة القدم.إي يو (الإنجليزية)
- فاسيل ميتكوف على موقع ناشيونال فوتبول تيمز (الإنجليزية)
- فاسيل ميتكوف على موقع عالم كرة القدم.نت (الإنجليزية)